# Grevie och Beden
Grevie och Beden var en av SCB avgränsad och namnsatt tätort i Staffanstorps kommun i Skåne län, belägen några hundra meter söder om centralorten Staffanstorp, tillika ett par hundra meter öster om Önsvala i Mölleberga socken.
Bebyggelsen i Grevie och Beden utgjorde före 2010 var sin småort, bägge belägna i Nevishögs socken. De åtskiljs från Staffanstorp av riksväg 11, ett idrottsområde och en icke-elektrifierad järnväg (Staffanstorpsbanan). Vid 2015 års tätortsavgränsning hade bebyggelsen vuxit samman med Staffanstorps tätort.
Området är ett utpräglat hästområde.